# Jens Spahn
Jens Spahn (Ahaus, 1980. május 16. –) német politikus, Németország 2018 és 2021 között volt egészségügyi minisztere.

## Életpálya
Spahn 1980. május 16-án született az észak-rajna-vesztfáliai Ahausban. Két fiatalabb testvérével együtt a Westmünsterland északi részén fekvő Ottenstein faluban nőtt fel. 1999-ben Spahn az ahausi püspöki  Canisiusschuleban érettségizett. 2001-ben bankárképzőt végzett a Westdeutsche Landesbanknál, majd 2002-ig banki ügyintézőként dolgozott. 2003-ban Spahn politológiát és jogot kezdett tanulni a Fernuniversität Hagen egyetemi képzése keretében, ahol 2008-ban megszerezte diplomáját. 2017-ben ugyanezen a szakokból mesterdiplomát is szerzett.
1995 lépett be a CDU ifjúsági szervezetébe, a Fiatal Unió-ba (Junge Union, JU), 1997-ben magába a pártba is. 2002-ben a Bundestag képviselője lett.
2015 és 2018 között államtitkár volt a szövetségi Pénzügyminisztériumban.
2018-ban, Angela Merkel IV. kabinetjében elvállalta a szövetségi egészségügyi minisztérium vezetését, Hermann Gröhe utódjaként.
2018. október 29-én bejelentette, hogy a CDU 2018. decemberi pártelnök választásán megméreti magát  Annegret Kramp-Karrenbauer és Friedrich Merz ellenébe.  A 2018. december 7-i választáson, az első fordulóban 157 szavazatot (mintegy 15,7 százalék) kapott, így nem került be a szavazás második körébe, melyet aztán Annegret Kramp-Karrenbauer nyert meg. A Süddeutsche Zeitung szerint, a vereség ellenére, Spahn lett a "valódi győztes".
Annegret Kramp-Karrenbauer pártelnöki posztról való lemondását követően, 2020. február 25-én, bejelentette, hogy nem indul a megüresedő pártelnöki posztért, hanem Armin Laschetet fogja támogatni. 2021 január 16-án Laschet elnyerte a CDU pártelnöki tisztét, majd 2021 április 19-én a CDU/CSU kancellárjelöltségét is.
2019-ben Spahn, egészségügyminiszterként, négy szubszaharai afrikai országba látogatott, hogy testközelből láthassa az ebola elleni küzdelmet. Ugyanebben az évben, Armin Laschet mellett Emmanuel Macron francia elnök Spahnt is meghívta a 2020-as Bastille-napi ünnepségekre Párizsba, hálája jeléül, a francia állampolgároknak a franciaországi Covid19 világjárvány idején nyújtott német segítségért.
2020-ban, amikor Németország töltötte be az Európai Unió Tanácsának soros elnökségét, Spahn elnökölt a Foglalkoztatási, Szociálpolitikai, Egészségügyi és Fogyasztóvédelmi Tanács (EPSCO) ülésein, mely a néppárti egészségügyi miniszterek találkozója.
2020. október 20-án Spahn a reggeli televízióban kijelentette: "Legalább tudjuk, hogy mik a Covid19 fertőzés fő okai. Partik, társasági alkalmak, otthon és a magánéletben vagy rendezvényeken, amikor klubokba megyünk". A Der Spiegel magazin később nyilvánosságra hozta, hogy Spahn még aznap este mintegy tucatnyi CDU-párti adományozóval találkozott egy üzleti vacsorán egy munkatársánál. Az ntv német hírcsatorna szerint minden vendégtől 10 000 eurót kértek a részvételért. Spahnnál tünetek jelentkeztek, és másnap pozitív lett a tesztje, ami arra utalt, hogy a partin való részvétel közben fertőződött meg.
2021-ben a német kormány képviselőjeként tagja volt a Macront 2021 májusában Dél-Afrikában tett állami látogatására elkísérő delegációnak.
Spahn, 2021 decembere óta, CDU/CSU frakciójának egyik alelnöki tisztségét tölti be Ralph Brinkhaus elnök mellett, ebben a minőségében felügyeli a képviselőcsoport gazdasági ügyekkel és klímavédelemmel kapcsolatos jogalkotási tevékenységét.
A 2022-es tartományi választásokat követő, Hendrik Wüst észak-rajna-vesztfáliai miniszterelnök vezetésével a CDU és a Zöldek koalíciós kormányalakításáról szóló tárgyalásokon Spahn vezette pártja delegációját a gazdasági, energiaügyi és klímavédelmi munkacsoportban; társelnöke a Zöldek részéről Mona Neubaur volt.

## Egyéb tevékenységek

### Vállalati vezető testületek
- Sparkasse Westmünsterland, a felügyelőbizottság tagja (2009-2015)
- Mosaiques Diagnostics und Therapeutics AG, a felügyelőbizottság tagja (2010-2012)
- Signal Iduna Pensionskasse AG, a felügyelőbizottság tagja (2005-2010)
- Barmenia Insurances, a tanácsadó testület tagja (2005-2008)

### Nonprofit szervezetek
- German Forum for Crime Prevention (DFK),  hivatalból a kuratórium tagja (2018-2021)
- World Economic Forum (WEF), az Európa-politikai csoport tagja (2017 óta)
- Deutsche AIDS-Stiftung, a kuratórium tagja
- Jugend gegen AIDS, a tanácsadó testület tagja
- Konrad Adenauer Foundation (KAS), tag
- FernUniversität Hagen, a parlamenti tanácsadó testület tagja
- Magnus Hirschfeld Foundation, a kuratórium tagja
- Federal Cultural Foundation, a kuratórium tagja
- Atlantik-Brücke, tag
- Catholic Workers Movement (KAB), tag
- Humanitarian Aid Foundation for Persons infected with HIV through blood products (HIV Foundation), a kuratórium elnöke (2018 óta)
- German Federal Environmental Foundation (DBU), a kuratórium tagja (2015-2018)

## Magánélet
Spahn hívő római katolikusnak vallja magát, bár problémái vannak a katolikus egyházzal és annak szexuális erkölcsével.
2012-ben, a Spiegel magazinnak adott interjújában, nyíltan felvállalta homoszexualitását. Az újságíró/lobbista Daniel Funkéval él együtt, akivel 2017. december 22-én házasodott össze Essenben. Berlin Schöneberg kerületében laknak. Az FC Bayern München tiszteletbeli tagja.
2021 márciusában komoly politikai vihart kavart a "Burda maszkügylet", mikor kiderült, hogy a Spahn vezette szövetségi egészségügyi minisztériumnak a Burda cég úgy szállított le fél millió egészségügyi védőmaszkot, darabonként 4,50 dollárért, hogy a minisztérium előtte nem írt ki az ügyletre nyílt közbeszerzési pályázatot. A Burda, amelynek a házastársa, Daniel Funke volt korábban a főszerkesztője, az ügylet idején lobbistája, a védőmaszkot állítólag darabonként 1,73 dollárért  szerezte be egy szingapúri cégen keresztül. A közvéleménykutatások adatai szerint a CDU/CSU koalicíó népszerűsége a maszkügyleteket követően  35 százalékról 27 százalékra esett vissza.
Amikor a Der Spiegel Spahn pénzügyi tevékenységével kapcsolatos korrupciós vádakkal foglalkozott, amelyek a magántulajdonban lévő ingatlanjait és a "Burda maszkügyletet" érintették, Spahn követelte az újságírók nevét, és bírósági úton próbálta megakadályozni, hogy a média pontos számadatokat és részleteket közöljön.

## Irások
- Jens Spahn: Ins Offene: Deutschland, Europa und die Flüchtlinge. Herder, Freiburg 2015, ISBN 978-3-451-34997-3

## Weblinks
- Homepage
- Biographie beim Deutschen Bundestag